# Кіхельконна
Кіхельконна (ест. Kihelkonna) — селище в волості Сааремаа повіту Сааремаа, Естонія.
До реформи місцевих самоврядувань 2017 року входив до складу волості Кіхельконна та був її адміністративним центром.

## Географія та опис
Розташований на острові Сааремаа, на східному узбережжі затоки Кихельконна, за 17 кілометрів на північний захід від волосного та повітового центру — міста Курессааре. Висота над рівнем моря — 17 метрів.
Клімат — помірний. Офіційна мова — естонська. Поштові індекси — 93401, 93395 (до запитання).

## Населення
За даними перепису населення 2021 року, у селищі проживали 344 особи, з них 336 (97,7 %) — Естонці.
Чисельність населення селища Кіхельконна :
| Рік  | 1959 | 1970  | 1979  | 1989  | 2000  | 2011  | 2021  |
| ---- | ---- | ----- | ----- | ----- | ----- | ----- | ----- |
| Осіб | 257  | ↗ 397 | ↗ 467 | ↗ 475 | ↗ 485 | ↘ 340 | ↗ 344 |

## Історія
У писемних джерелах 1627 згадується порт Kulckon. Сама назва Кіхельконна насамперед належить до історичного приходу на Сааремаа (нім. Kielkond), який приблизно в 1200 році згадується як Kiligunde, в 1235 — Kylegunde, в 1645 — Kylekund. До складу цієї парафії також входили території пізніше приходу Муст'яла, і в середні віки він був розділений між лицарським орденом і Сааре-Ляенеським єпископом.
Населений пункт виник навколо церкви наприкінці ХІХ століття. У 1695 році в ньому відкрилася церковно-парафіяльна школа. Після 1940-х років в офіційних списках він також називався селом Алеві (ест. Alevi), в 1977 році отримав назву селище Кіхельконна. На сході селища розташований район Алутагузе (ест. Alutaguse, який до 1930-х років був самостійним селом (1691 року згадується як Allentacke).
У селищі на західному березі півострова Папісааре знаходиться порт. До нього веде бруківка протяжністю близько 4 км. За 5 км на північний схід від селища знаходиться городище Кіхельконна.
В околицях селища є безліч пам'яток археології (могильник Куревере, стародавні поля Куреметса та Одалятсі та ін.). Розташована в селищі Кіхельконнаська Михайлівська церква є однією з найстаріших церков Естонії, її будівництво було завершено приблизно в 1270-х роках.
У 1824 році власники мизи Ротсікюлль (нім. Rotziküll, ест. Rootsiküla mõis) побудували в Кіхелькона, на березі моря, лазню з грязьовими ваннами — першу в Естонії бальнеологічну лікарню.

## Інфраструктура
У селищі працюють школа, бібліотека, народний будинок, будинок для людей похилого віку, магазин торгової мережі «Coop», контора Сааремааської волосної управи, є пожежна частина та співоча естрада.

## Кіхельконнаська Михайлівська церква
Кіхельконна Михайлівська церква — одна з найстаріших церков Естонії. Внесено до Державного регістру пам'яток культури Естонії. Як і всі церкви Сааремаа, вона також є фортецею. За двісті метрів на південь від церкви, на невеликому пагорбі, стоїть дзвіниця; вона побудована в 1638 році і є єдиною дзвіницею такого типу, що збереглася в Балтійських країнах. Була відреставрована 1968 року на кошти колгоспу «Комунізм».

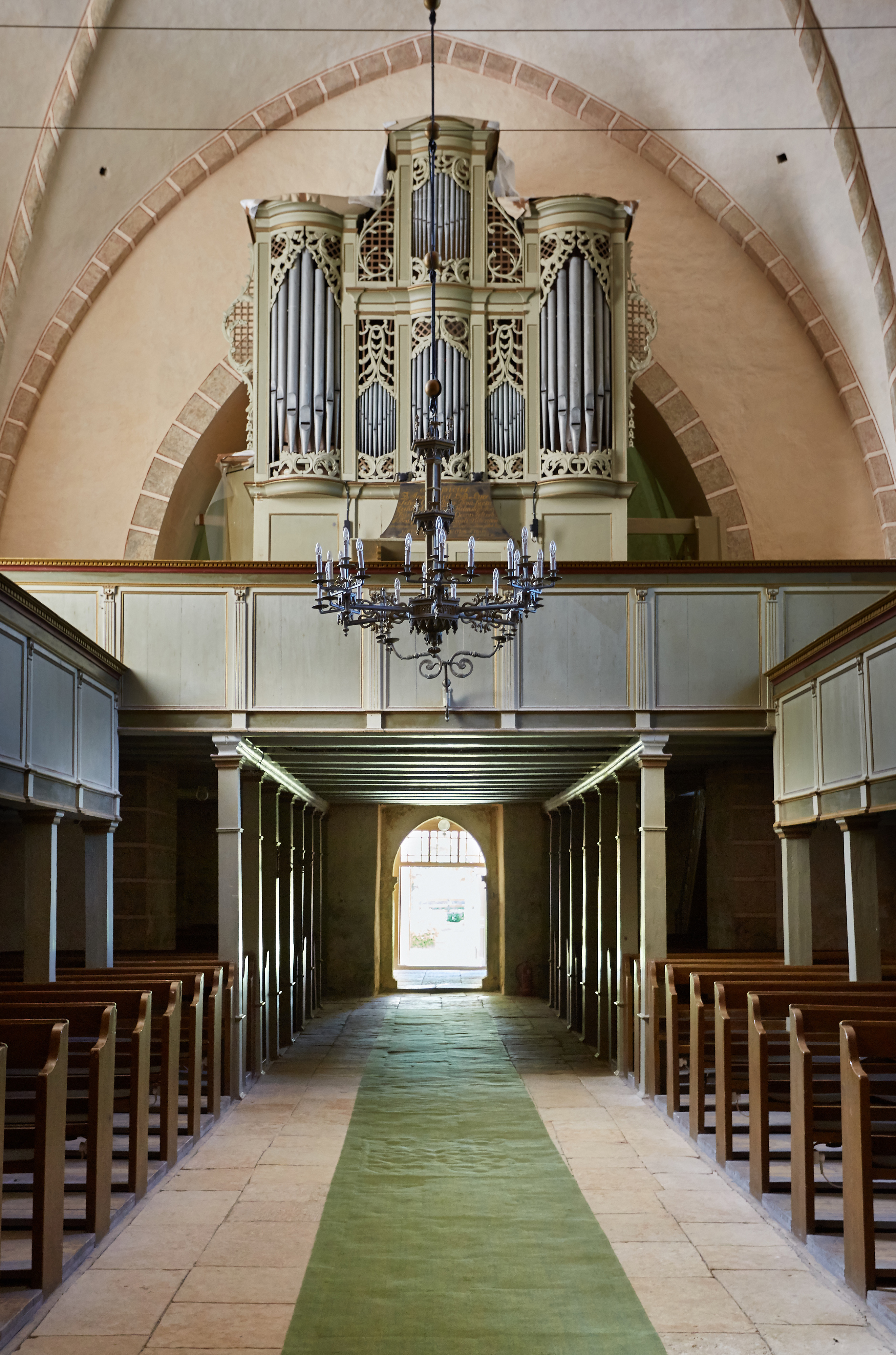
Внутрішнє оздоблення Кіхельконнської Михайлівської церкви

Довгий будинок церкви має три склепіння. Її вежа у стилі псевдоготики висотою 60 метрів була зведена у 1899 році і є найвищою на Сааремаа. Вона також використовується як маяк. Основний план церкви унікальний для Естонії завдяки склепінчастому хору, що складається із шести частин. Такі склепіння були поширені у французькій та німецькій готиці, але в Естонії більше ніде не зустрічаються.
До пам'ятників мистецтва належить вівтар церкви 1591 року. Він є одним із прикладів змін у мистецтві, які супроводжували Реформацію. Мистецтво ренесансу представляє кафедра, яка є найстарішою зі збережених на Сааремаа. Сходи та лійкоподібна опора кафедри належать кінцю XVIII століття.
Поруч із вівтарем знаходиться надгробний пам'ятник пастору Я. Г. Кляйнерту та його дружині. Він зроблений із доломіту і є типовим зразком малих форм у стилі класицизму. Основні частини органу церкви, побудованого в 1805 пярнуським майстром Я. А. Штерном (JA Stern), є найстарішими, що збереглися в Естонії. Орган був оновлений і покращений у 1890 році латвійським органним майстром Ф. Вайсенборном (F. Weissenborn).
За двісті метрів на південний захід від церкви знаходиться дзвіниця — лаконічна кам'яна будова з дерев'яним дахом, єдина будова такого типу, що збереглася, в Балтійских країнах. Побудована у 1638 році, відреставрована у 1968 році. Внесена до Державного регістру пам'яток культури Естонії як пам'ятка архітектури.

## Галерея

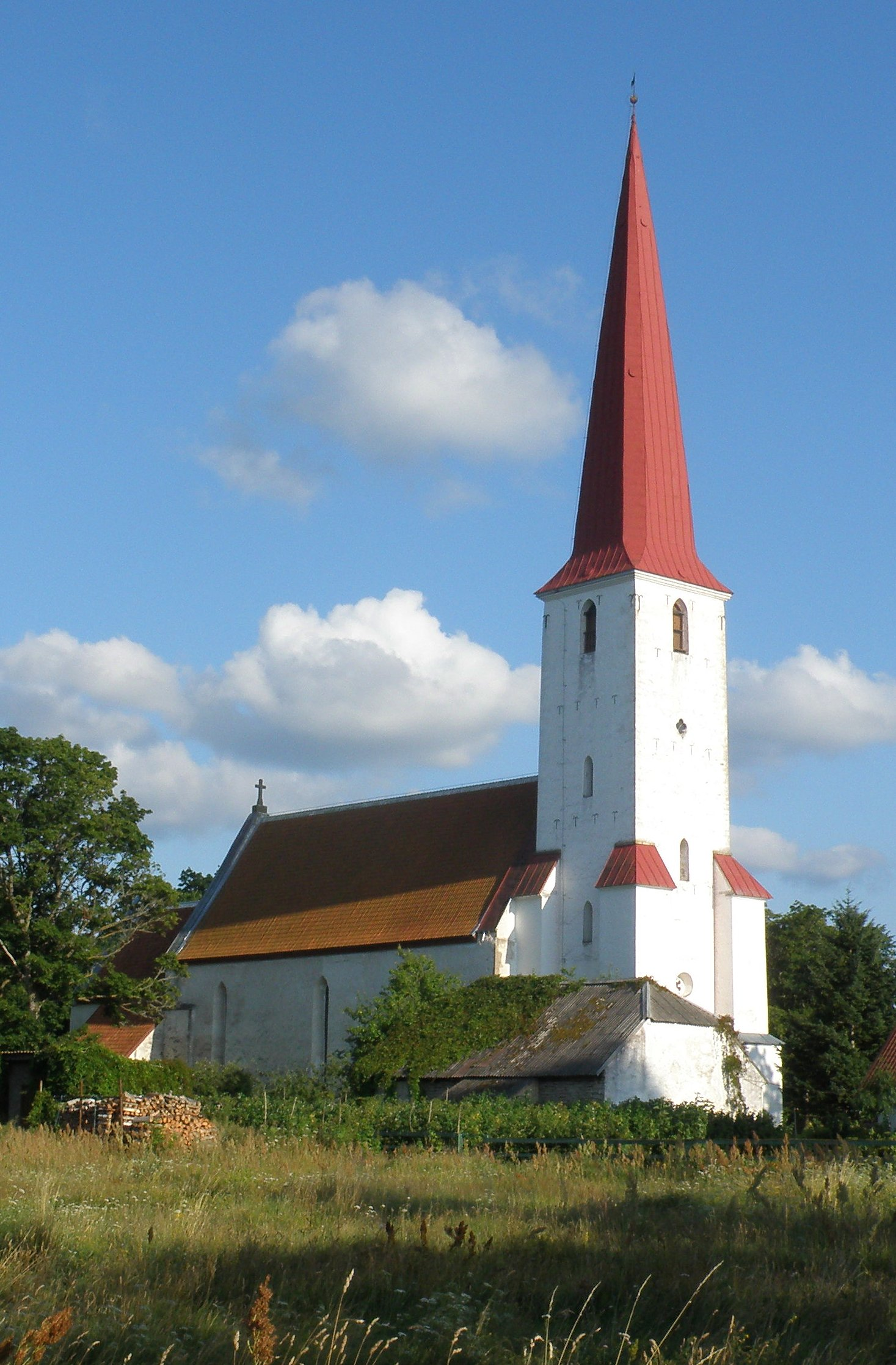
Кихельконнаська Михайлівська церква
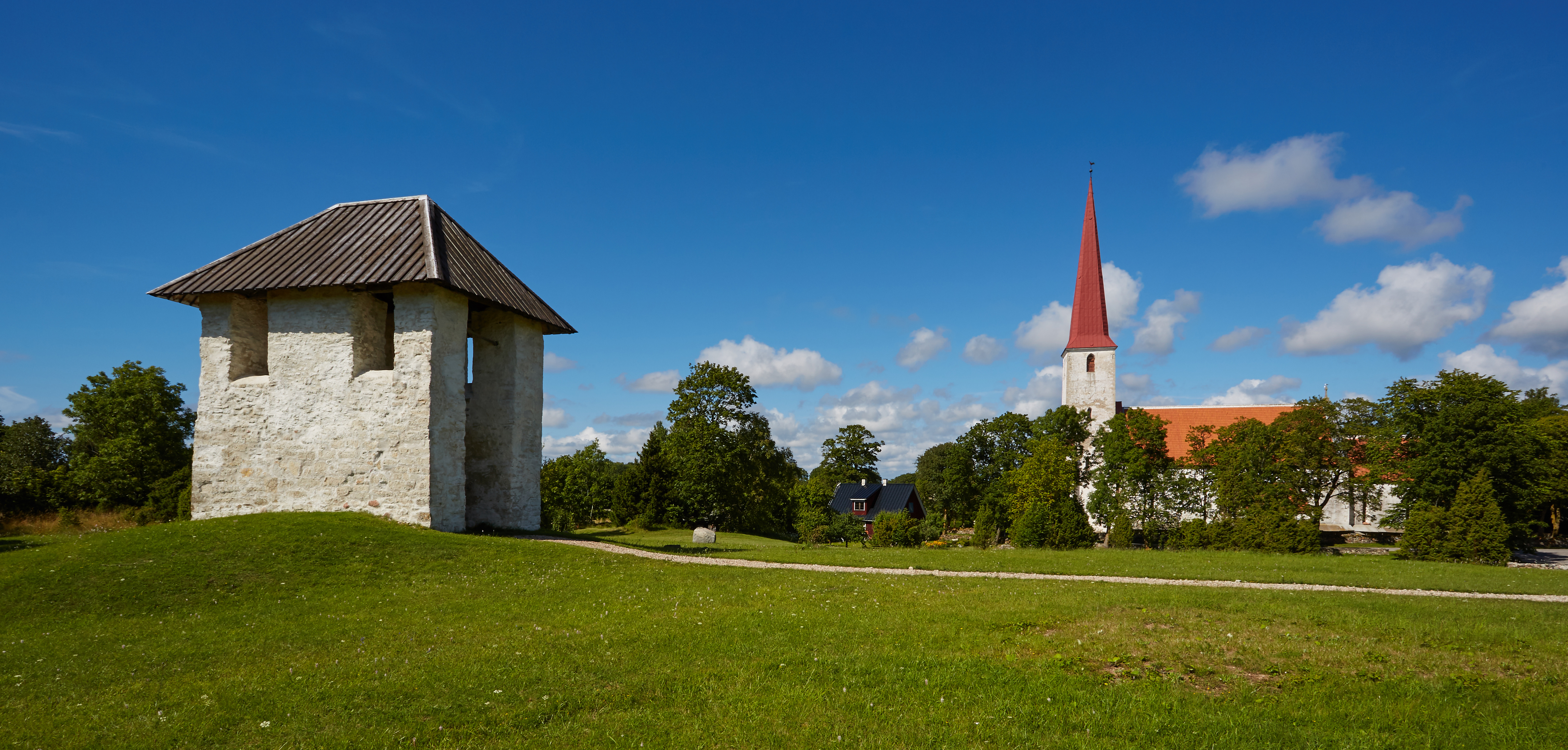
Дзвіниця Михайлівської церкви
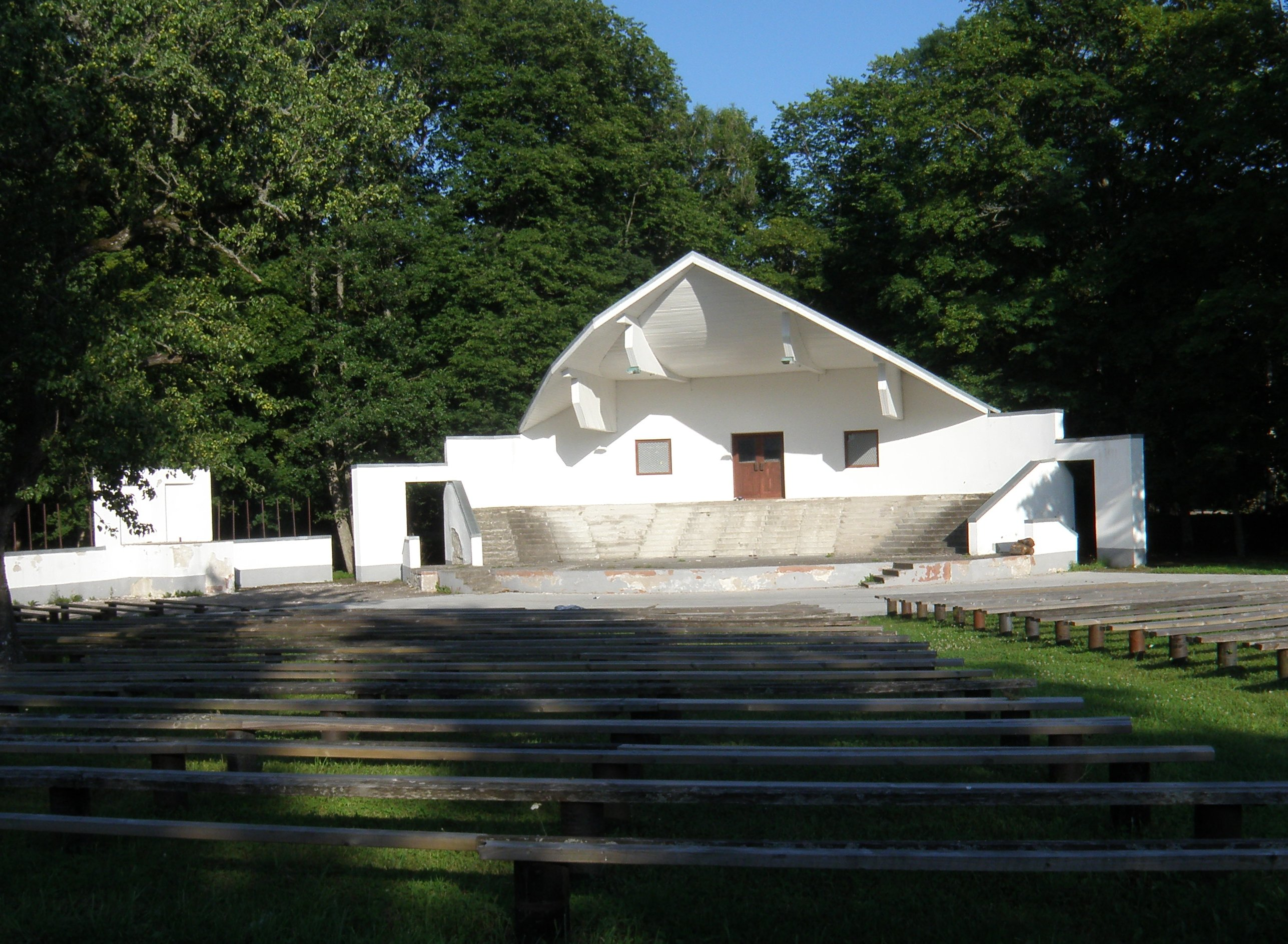
Співоча естрада селища Кихельконна
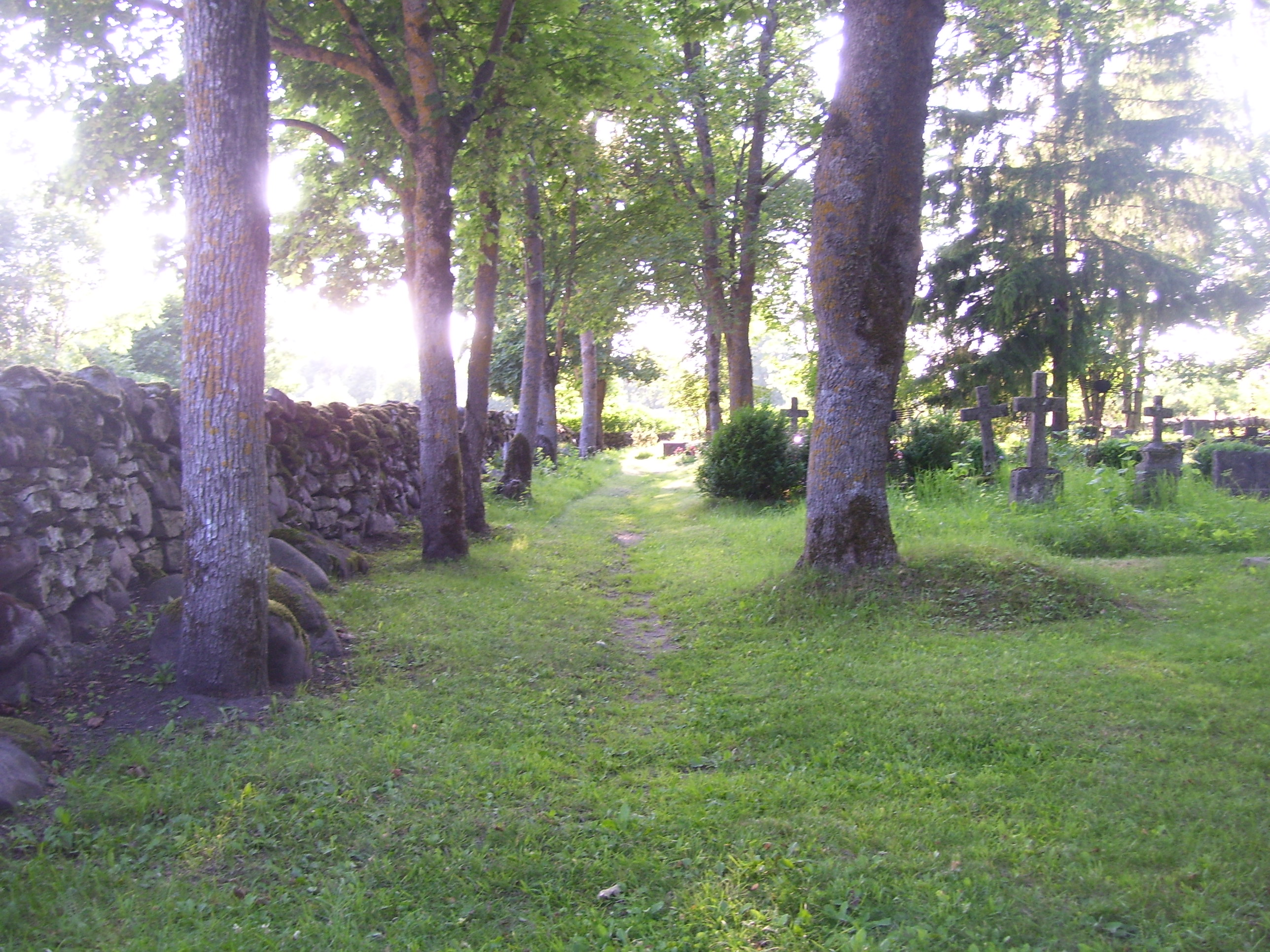
Кихельконаське кладовище